# 平野組 (建設業)
株式会社平野組（ひらのぐみ、英語: HIRANOGUMI CO.,LTD.）は、岩手県一関市を拠点とする、建築はもとより土木工事を含め、東北全域で営業展開している総合建設業。

## 基本理念
仕事を通じて社会に貢献し 社業の発展を追求していく
社業の発展に取り組む、それは社会をより豊かにすること、そして社員も幸せになること
建設業とはそのことを実現できる誇るべき仕事である

## 沿革
平野組は1946年（昭和21年）10月、平野屋材木店の建築部門が独立する形で設立された。戦後の復興期であり建築の需要はあったものの、滑り出しは順調とは言えなかった。創業翌年の1947年（昭和22年）にはカスリーン台風が、その翌年の1948年（昭和23年）にはアイオン台風が東北地方にも被害を出し、平野組も製材工場が一箇月以上も使用できなくなった。1948年夏に完成させたばかりの磐井川の橋も流された。11月には製材工場が火災で焼失、1951年（昭和26年）には一関中学校の工事を受注したが、朝鮮特需の影響で資材が値上がりし赤字を出した。こうした苦境を興産無尽（後の北日本銀行）の融資で乗り切り、1954年（昭和29年）には合資会社に、1959年（昭和34年）には資本金300万円で株式会社に改組した。
1959年には、それまで建築部門が行っていた土木工事を、専門の部門を設けて担当させることになった。土木部門の受注第一号は県が発注した大平山地すべり防止工事で、県の工事を受注するのもこれが初めてであった。
- 1946年（昭和21年）- 10月1日、平野屋材木店建築部門を母体とした建設会社「平野組」として誕生。
- 1954年（昭和29年）- 合資会社に改組。
- 1957年（昭和32年）- 知事登録から建設大臣登録に。
- 1959年（昭和34年）- 3月5日、株式会社「平野組」に改称し組織変更。代表取締役社長に須田茂登治就任。4月1日、須田利治入社、常務取締役に就任。土木部門設立。
- 1960年（昭和35年）- 代表取締役社長に須田登就任。
- 1961年（昭和36年）- 3月、青友建設業協会に入会。
- 1966年（昭和41年）- 社員寮新築。車両部独立。太平住宅部門独立。
- 1972年（昭和47年）- 1月、代表取締役に須田利治就任。9月、アスファルトプラント建設。
- 1973年（昭和48年）- 8月、特定建設業（建設大臣）許可。
- 1976年（昭和51年）- 8月、盛岡出張所開設。
- 1977年（昭和52年）- 10月、本社社屋完成。
- 1980年（昭和55年）- 4月、築館出張所開設。
- 1981年（昭和56年）- 3月、盛岡出張所を支店に、築館出張所を営業所に組織変更。
- 1983年（昭和58年）- 8月、仙台営業所開設。
- 1989年（平成元年）- 10月、資本金を1億4000万円に増資。
- 1991年（平成3年）- 4月、仙台営業所を支店に組織変更。
- 1992年（平成4年）- 5月、北上営業所開設。
- 1995年（平成7年）- 10月、住宅事業部新設。
- 1998年（平成10年）- 9月、ISO9001認証取得。
- 2001年（平成13年）- 2月、ISO14001認証取得。
- 2004年（平成16年）- 3年、取締役会長に須田利治、代表取締役社長に須田光宏が就任。
- 2012年（平成24年）- 4月、釜石営業所開設。12月、太陽光発電事業開始。
- 2015年（平成27年）- 1月、上杉第3ビル（仙台市）取得。12月、資本金を1億円に減資（無償減資）。
- 2016年（平成28年）- 10月、中期経営計画策定。

## 許認可
- 総合建設業：国土交通大臣許可（特定）＜第1434号＞
- 建築設計・監理業：岩手県知事登録＜第323号＞
- 宅地建物取引業：岩手県知事登録＜第1461号＞
- 産業廃棄物処分業：岩手県知事許可＜第00324019969号＞
- 産業廃棄物収集運搬業：岩手県知事許可＜第00304019969号＞

## 主な施工実績
1997～2001年（平成9～13年）
- 平成9年度北斗遺跡整備事業竪穴住居復元工事
- 一関市総合体育館新築工事
- 栃木高速オフセット株式会社読売新聞印刷工場新築工事　他

2002～2006年（平成14～18年）
- 北日本銀行山目支店新築工事
- 平成16年度川井住田線第6工区トンネル工事
- いさわ南部農地整備事業西部地域3ブロック区画整理工事　他

2007年（平成19年）
- イオンスーパーセンター一関店建設工事
- サンデュエル一関駅前Ⅱ新築工事
- 柳之御所遺跡整備（園池復元）工事[6] 他

2008年（平成20年）

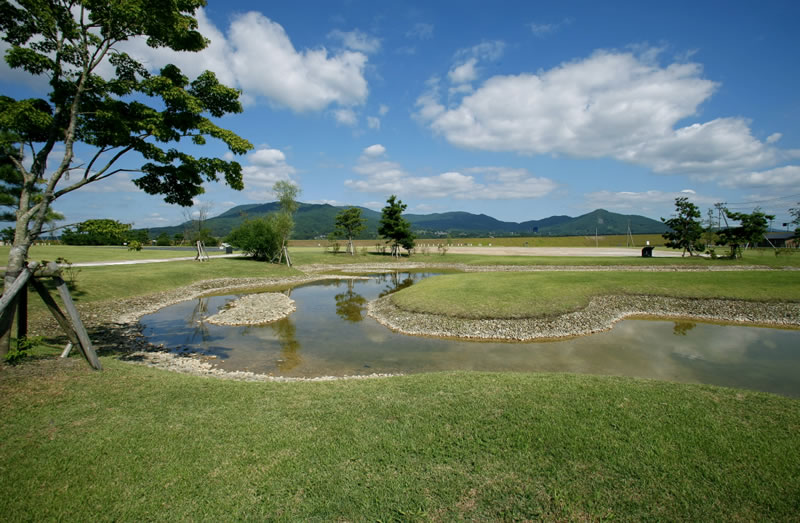
柳之御所遺跡

- 地域密着型小規模特別養護老人ホーム「ウィズ月見ヶ丘」新築工事
- 岩手県立岩谷堂農林高等学校校舎・産振棟改築（建設）工事
- 鬼吉地区急斜面他崩壊対策（法面工）工事
- 長泉院本堂・会館・書院新築工事 他

2009年（平成21年）
- 一関市立統合大原小学校校舎建設（建築）工事
- 東桂沢Ⅲ治山工事
- 丸木医科器械株式会社岩手支店新築工事 他

2010年（平成22年）
- ロジュマン梅田町新築工事
- 耕英Ⅰ（H21）治山工事

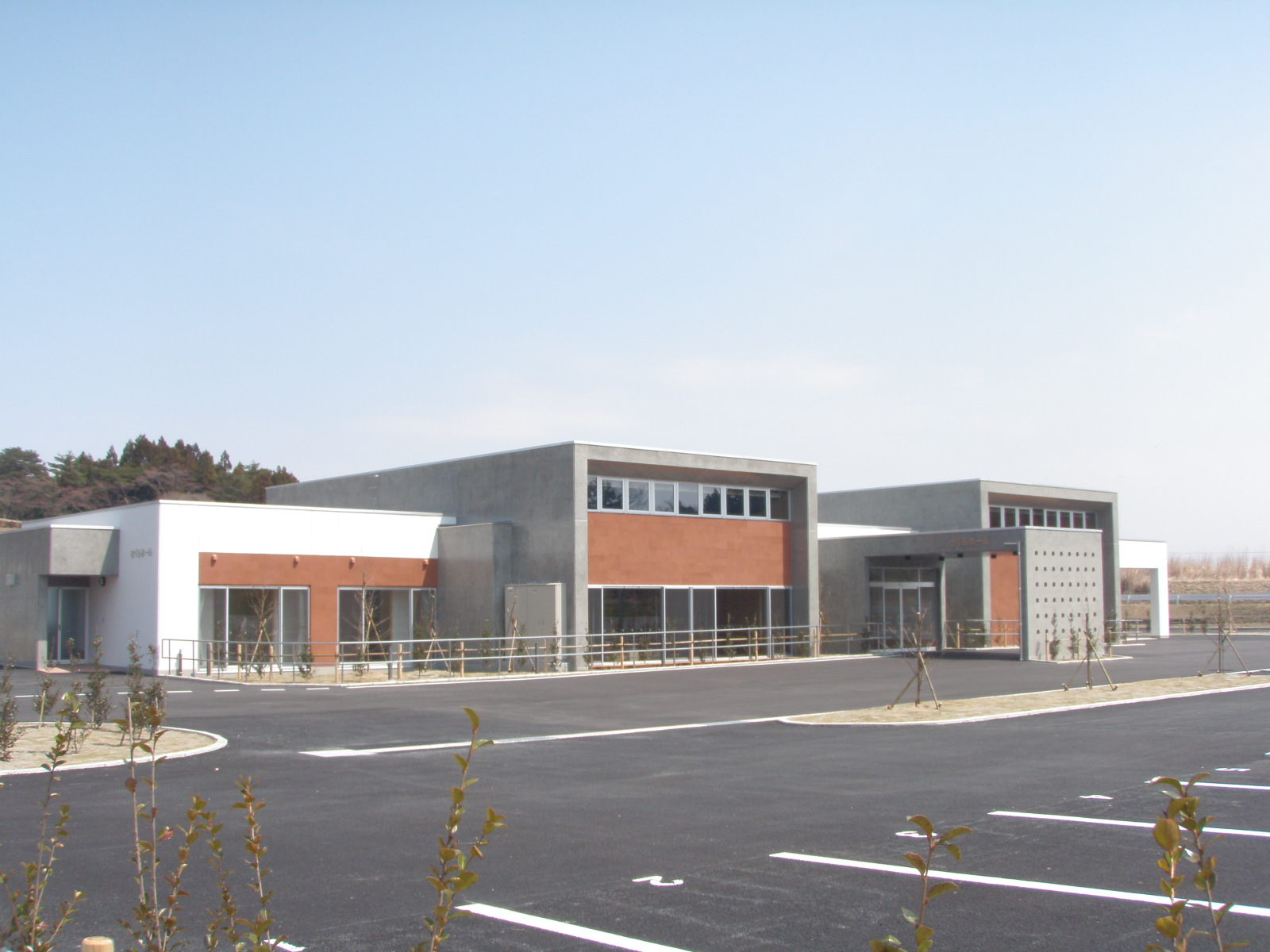
国立療養所東北新生園 多目的会館

- 国立療養所東北新生園多目的会館新築整備工事
- 一関研究開発工業団地造成工事 他

2011年（平成23年）
- 佐藤金属工業株式会社東北工場新築工事
- 一関遊水地第一管理堤中里地区中流築堤工事
- 三陸中部森林管理署公務員宿舎新築工事
- 東北労働金庫奥州支店移転新築工事 他

2012年（平成24年）

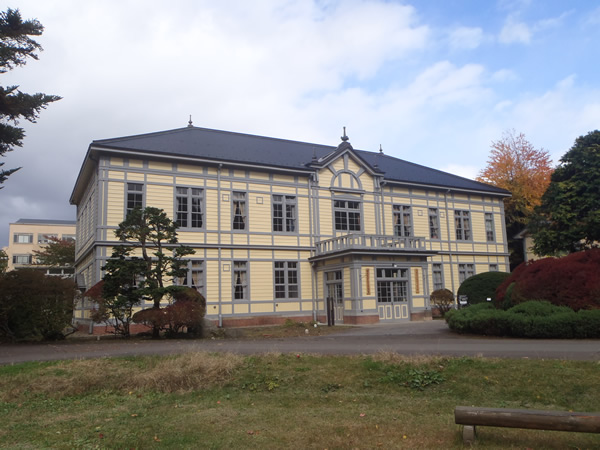
旧盛岡高等農林学校

- 一関市立統合大東小学校校舎建設（建築）工事
- 一関遊水地花生長排水樋門改築工事
- 経営体育成基盤整備事業夏川地区第20号工事
- 岩手大学農学部（旧盛岡高等農林学校）旧本館改修工事 他

2013年（平成25年）
- 開運橋メディカルビル新築工事
- 一関運動公園テニスコート舗装工事
- 新寺3丁目マンション新築工事
- 岩手ダイハツ販売株式会社盛岡北店新築工事 他

2014年（平成26年）
- 一関遊水地記念緑地公園多目的広場整備工事
- 一関保健センター建設（建築）工事
- 新一関図書館建設（建築）工事
- 一関市立東山中学校普通教室棟改築（建築）工事 他

2015年（平成27年）
- 岩手県立高田高等学校校舎等新築（建築）工事
- 一関運動公園陸上競技場走路等改修工事

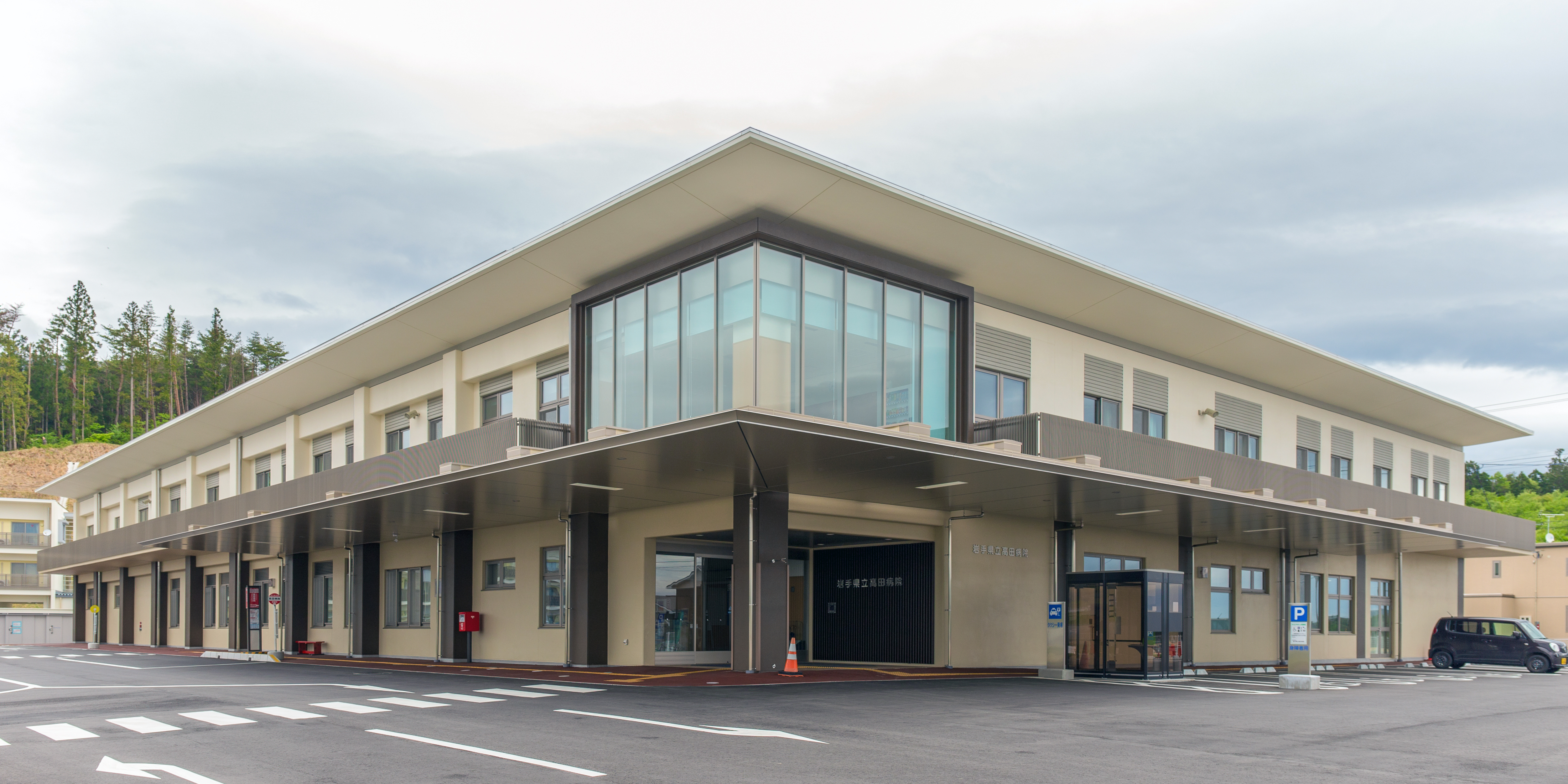
岩手県立高田病院

- 公益財団法人岩手県予防医学協会幼老統合施設新築工事
- 一関遊水地第1小堤川辺地区堤防整備その他工事 他

2016年（平成28年）
- 石巻市水産総合振興センター新築工事
- 石巻市営新館復興住宅建設工事
- 学校法人健康科学大学一関修紅高等学校体育館新築工事
- 仙台地区第二十九治山工事 他

2017年（平成29年）
- 株式会社薬王堂気仙沼鹿折店新築工事
- 株式会社スズキ自販岩手スズキアリーナ奥州新築工事
- エネックスジャパン株式会社一関営業所一般ガス充填所新築工事 他

2018年（平成30年）
- 岩手県立高田病院新築移転工事
- 公益財団法人岩手県予防医学協会精密検査外来施設ふわり新築工事
- 株式会社マイヤ花泉店新築工事 他

2019年（平成31年・令和元年）
- 高田松原国営追悼・祈念施設（仮称）整備工事
- 学校法人長谷柳絮学園はせくらまち杜のこども園・仙台青葉服飾専門学校新築工事
- 岩手県営黒沢尻北アパート新築工事 他

2020年（令和2年）
- 社会福祉法人恩賜財団済生会北上済生会病院 新病院新築工事[7]
- 岩井崎海岸第2治山工事、岩井崎海岸第3治山工事、岩井崎海岸第5治山工事
- 社会福祉法人ふじの園認定こども園一関藤保育園新築工事 他

特記なき場合、平野組の公式ホームページの情報による。

## 事業所一覧
- 本社 岩手県一関市竹山町6-4
- 盛岡支店 岩手県盛岡市菜園1-3-6
- 仙台支店 宮城県仙台市青葉区上杉2-1-8
- 北上営業所 岩手県北上市本石町2-1-37
- リサイクルプラント 岩手県一関市狐禅寺草ヶ沢227-26

## 関連会社
- 株式会社イチサイ
  - 本社 岩手県一関市竹山町4-45
  - 工場 岩手県一関市狐禅寺字草ヶ沢36-87
- 株式会社ひらの商事
  - 本社 岩手県一関市竹山町4-45
  - 資機材センター 岩手県一関市赤荻字亀田168-2